# St. Maria Leutkirche (Oberschopfheim)

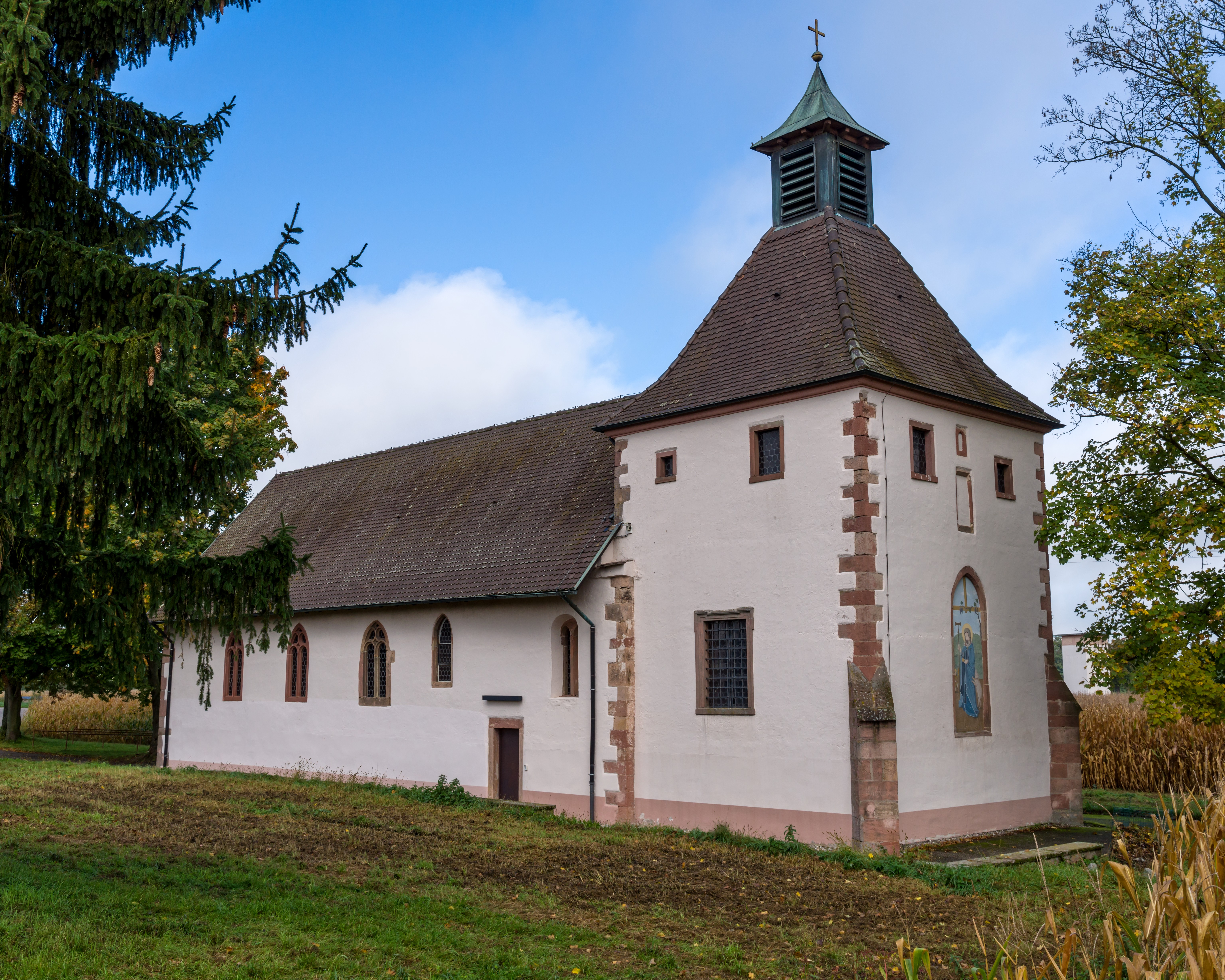
St. Maria Leutkirche bei Oberschopfheim

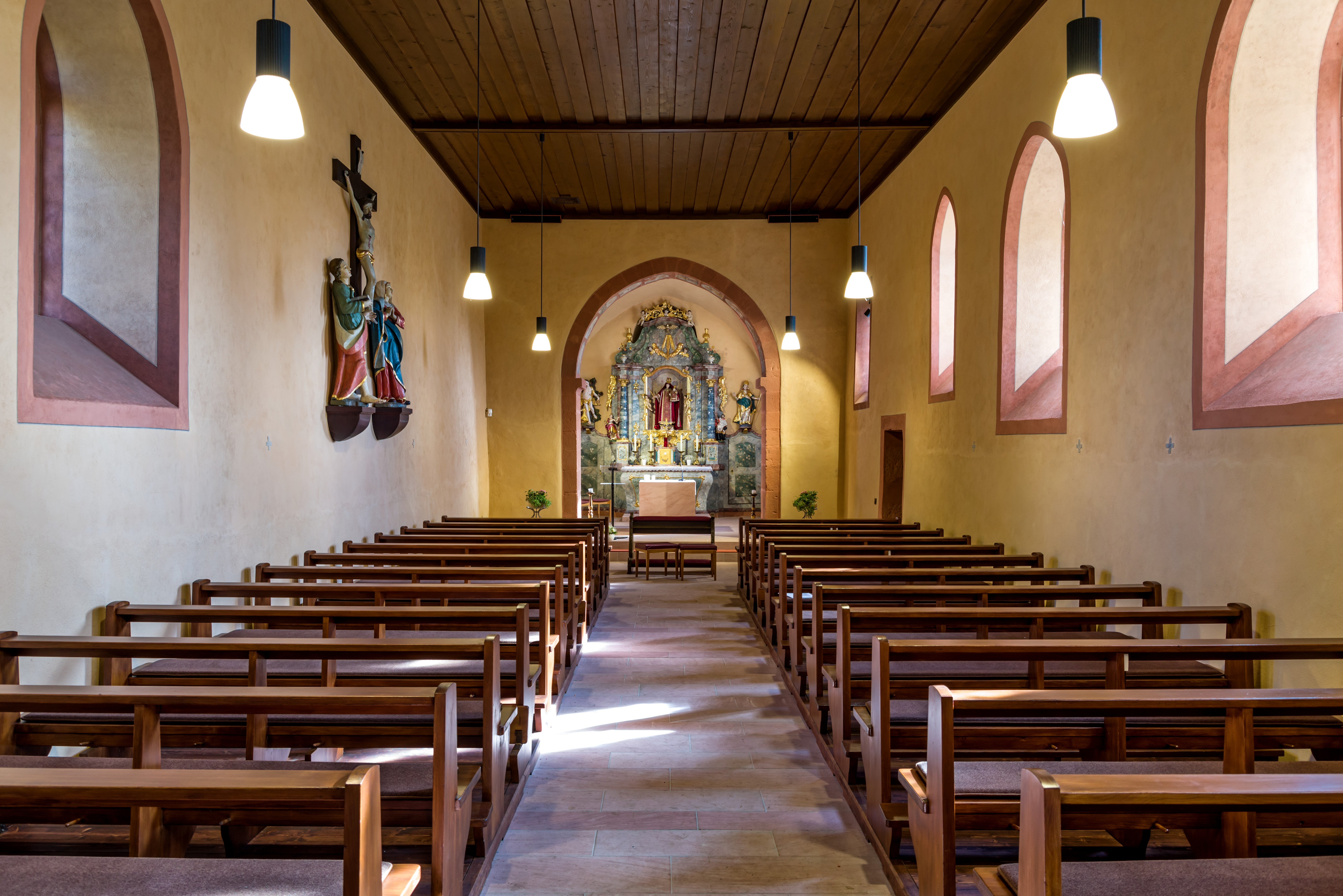
Innenansicht

Die römisch-katholische ehemalige Pfarrkirche St. Maria, auch als Gutleutkirche bezeichnet, diente bis 1715 als Simultankirche. Sie steht südwestlich des Ortes Oberschopfheim, einem Ortsteil der Gemeinde Friesenheim im Ortenaukreis in Baden-Württemberg. Das Bauwerk ist beim Landesamt für Denkmalpflege Baden-Württemberg als Baudenkmal eingetragen.

## Beschreibung
Die im 13. Jahrhundert gebaute gotische Saalkirche besteht aus einem Langhaus und einem Chorturm im Osten. Sie verfiel, nachdem 1492 eine neue Pfarrkirche gebaut worden war, und wurde im 18. Jahrhundert zur Ruine. Der Chorturm ist mit einem Pyramidendach bedeckt, das von einer Laterne bekrönt wird, hinter deren Klangarkaden sich der Glockenstuhl befindet. Das Langhaus wurde 1964 wieder aufgebaut und die Kirche neu konsekriert.
Im Innenraum des Chors, das heißt im Erdgeschoss des Chorturms, befinden sich Fresken von 1504, die die 12 Apostel zeigen. An der Laibung des Triumphbogens sind die Porträts der klugen und törichten Jungfrauen dargestellt.